# Бёггильд, Ове Бальтазар
Ове Бальтазар Бёггильд (дат. Ove Balthasar Bøggild; 1872—1956) — датский учёный: геолог, минералог и кристаллограф.
Автор многих трудов.

## Биография
Родился 16 мая 1872 года в местечке Jetsmark близ города Brønderslev в семье Carl Andreas Holtved Bøggild и его жены Marie Sophie Fischer.
Учился в школе Aalborg Katedralskole в Северной Ютландии в 1890 году, изучал природоведение, получил степень Cand.mag. в 1896 году и в этом же году стал работать в качестве помощника минералогического музея Копенгагенского университета. С 1904 года также работал доцентом Датского технического университета, где читал лекции. В 1912 году стал профессором минералогии, одновременно заняв должность директора Геологического музея Копенгагенского университета, проработав в нем до 1942 года.
Ове Бальтазар Бёггильд изучал гренландские минералы, проводил исследования на Фарерских островах, в Гренландии и в Датской Вест-Индии. Также работал в Европе и Канаде. Он был членом Комиссии по управлению геологическими и географическими исследованиями в Гренландии с 1913 года и стал членом Королевской датской академии наук в 1919 году. Являлся членом Королевского физикографического общества в Лунде (Швеция).
Из многочисленных минералогических и кристаллографических работ важнейшими являются: Mineralogia Groenlandica (1905),  а также Krystallografi og Mineralogi и Den vulkanske Aske i Moleret (1918).
Умер 13 ноября 1956 года в Копенгагене.